# René Schicker
René Schicker (* 28. September 1984 in Leoben) ist ein österreichischer Fußballspieler und -trainer.

## Vereinskarriere
Schicker begann seine Karriere in der Jugend des DSV Leoben. 2001 wechselte er zum Grazer AK. Aufgrund der damaligen Personalpolitik der Roten Teufel fand er keine Berücksichtigung im Profiteam und wurde wieder an die damalige Red Zac-Erste Liga zum DSV Leoben abgegeben. Im als Talenteverein bekannten Leoben bekam er von Anfang an viel Einsatzzeit und avancierte zum wichtigen Vorlagengeber für die aufstrebenden Joachim Parapatits und Thomas Pichlmann. 2002 folgte ein Jahr als Stammspieler mit starken Leistungen. Leoben wurde hinter dem SV Mattersburg Zweiter, was durchaus auch Schicker zuzuschreiben war. Da er simultan dazu auch in der österreichischen U-19 Auswahl glänzte, weckte er das Interesse diverser Bundesligisten.
Im Juli 2003 erfolgte der Wechsel in die damalige T-Mobile Bundesliga zum SV Salzburg. Die Salzburger, die mit Ernst Öbster auch seinen kongenialen Sturmpartner aus U-19-Auswahl-Zeiten unter Vertrag hatten, waren somit im Besitz eines potentiellen späteren Nationalteam-Duos. Es folgte ein kompletter Fehlstart in die Saison, welcher dem damaligen Trainer Lars Söndergaard den Job kostete. Für ein Offensivsystem mit Öbster und Schicker war im Abstiegskampf nicht zu denken und somit kam er in der Hinrunde lediglich auf vier Einsätze ohne Torerfolg für Salzburg. In Folge wurde er in der Winterpause an den SV Kapfenberg zurück in die Red-Zac-Liga verliehen. In Kapfenberg wurde er wieder Stammspieler und absolvierte vierzehn Einsätze mit zwei Torerfolgen.
Durch seine starken Leistungen in den Jugendauswahlen von Österreich gab es im Sommer 2004 auch ausländische Interessenten. Nachdem Salzburg keinen sonderlichen Wert mehr auf seine Dienste legte, absolvierte er ein Probetraining beim Schweizer Erstligisten FC St. Gallen. In Folge gelangen ihm zwei Tore im Testspiel gegen die Grasshoppers Zürich, wodurch ihm ein Vertrag über drei Jahre angeboten wurde, welchen er unterschrieb. In Folge spielte er in der Hinrunde unter Trainer Heinz Peischl groß auf, um nach der Winterpause, wie die gesamte Mannschaft, stark abzubauen. Am Ende der Saison kam er nur mehr sporadisch zum Einsatz und wurde daraufhin nach sechzehn Einsätzen mit zwei Torerfolgen für die Folgesaison an den mit großen Aufstiegsambitionen in die Saison gehenden FC Kärnten verliehen.
In Kärnten fand er wieder zu alter Stärke und spielte eine starke Saison. Am Ende konnte er mit sieben Torerfolgen seine bisherige Karrierebestleistung feiern. Die Saison an sich verlief für den Verein aber enttäuschend. Mit Aufstiegsambitionen in die Saison gestartet, fand man sich am Ende auf Tabellenplatz sieben wieder. Es folgte ein Kurswechsel für die Folgesaison, welche die Forcierung der eigenen Jugendspieler beinhaltete. Dadurch wurde keine Verlängerung des Vertrages mit Schicker angestrebt, wodurch er wieder nach St. Gallen zurückkehrte. Dort wurde in der Zwischenzeit mit Heinz Peischl der Trainer entlassen, welcher ihn geholt hatte. Der neue St. Galler Trainer Ralf Loose hatte Schicker nicht mehr eingeplant, wodurch ihm ein Wechsel zurück in die Heimat zum DSV Leoben ermöglicht wurde.
In Leoben konnte er abermals an seine starken Leistungen anknüpfen und wurde im ersten Jahr Dritter. Im Folgejahr avancierte er zu einem der besten Spieler der Liga.

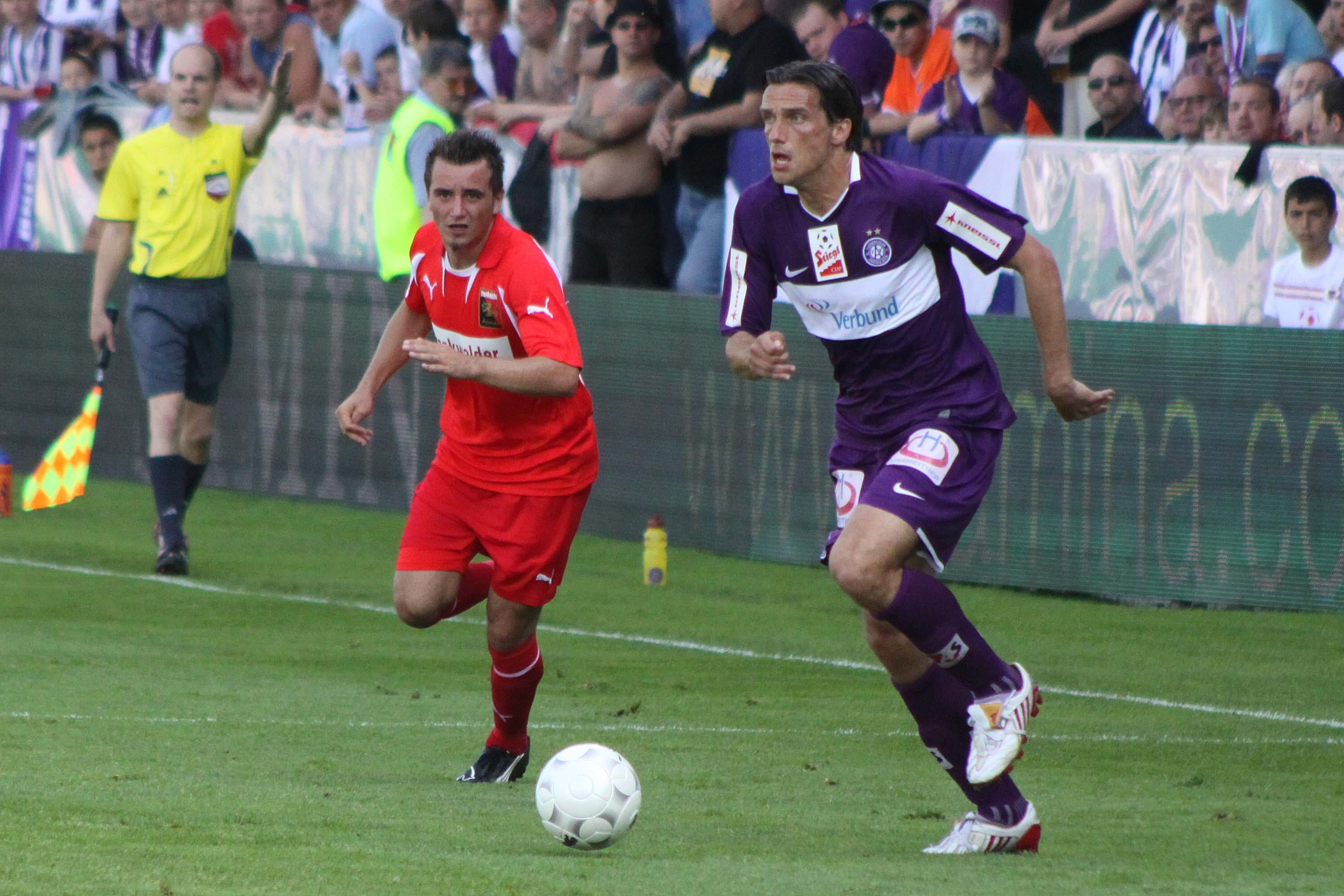
Schicker (links) während des ÖFB-Cup-Finales 2008/09

Als für die Saison 2008/09 Heinz Peischl zum Trainer von FC Admira Wacker Mödling bestellt wurde, erinnerte er sich an seinen Spieler aus St. Galler-Zeiten und verpflichtete ihn abermals. Auch nach dem Trainerwechsel von Peischl zu Walter Schachner blieb Schicker in Folge Stammspieler bei der Admira und zog 2009 mit dem Verein ins österreichische Cupfinale ein, welches aber nach Verlängerung mit 1:3 gegen den FK Austria Wien verloren wurde.
In der Saison 2010/11 gelang schließlich der Aufstieg in die Bundesliga.
Im Winter 2013 wechselte er leihweise bis Saisonende zum TSV Hartberg.
Am 3. Oktober 2015 feierte Rene Schicker sein 200 Bundesligaspiel für den FC Admira Wacker Mödling.
Am 3. Juni 2016 wurde bekannt, dass Schicker seine Karriere als Profi beendet und Co-Trainer der zweiten Mannschaft des FC Admira Wacker Mödling wird.
Zur Saison 2016/17 wechselte er zum Landesligisten SV Stripfing.
Anfang Juli 2017 wurde er von der Wiener Viktoria verpflichtet. In seiner ersten Spielzeit beim Klub kam er in 29 Ligapartien zu 14 Treffern. Wettbewerbsübergreifend (inkl. Freundschaftsspiele) kam Schicker gar auf 33 Treffer bei 53 Einsätzen im Laufe der Saison 2017/18 und zog mit der Mannschaft unter anderem ins Finale des Wiener Fußballcups ein, unterlag in diesem jedoch dem FV Austria XIII mit 3:4.
Nach eineinhalb Jahren bei der Wiener Viktoria wechselte der Steirer in der Winterpause 2018/19, bis zu der er es auf vier Tore bei zwölf Meisterschaftsspielen gebracht hatte, in sein Heimatbundesland und schloss sich hier dem Fünftligisten USV Hof an. Beim Klub aus der Oberliga Süd-Ost übernahm er zudem auch das Traineramt. Bis zu seinem Abgang nach der Spielzeit 2022/23 hatte er es auf sieben Meisterschaftstreffer bei 28 -einsätzen gebracht und hatte sich vorrangig auf seine Trainertätigkeit konzentriert. Bereits in seiner ersten Spielzeit beim Klub war er mit diesem in die sechstklassige Unterliga Süd abgestiegen.
Im Sommer 2023 kehrte er noch näher an seine Heimat zurück und wurde Trainer des FC Kammern mit Spielbetrieb in der 1. Klasse Mur/Mürz B, der achten und letzten Spielklasse. Bis dato (Stand: 4. September 2023) setzte er sich selbst in einem einzigen Meisterschaftsspiel ein und steuerte hierbei auch einen Treffer bei.

## Nationalmannschaft
2003 sorgte er als wichtiger Bestandteil der österreichischen Auswahl bei der U-19 Europameisterschaft in Liechtenstein international für Aufsehen. Unter anderem gelangen ihm beim 4:1 im Gruppenspiel gegen die hoch favorisierte Tschechische U-19-Auswahl zwei Tore. Österreich kam bis ins Halbfinale, wo man erst gegen den späteren Zweitplatzierten des Turniers, Portugal ausschied. Schicker kam in allen Spielen zum Einsatz.
In den Folgejahren war er auch Mitglied der U-21 Auswahl, mit der er aber keine großen Akzente setzen konnte.

## Erfolge
- 1 × Meister Erste Liga: 2011
- 1 × Teilnahme U-19-Fußball-Europameisterschaft 2003
- 1 × Benjamin des Jahres: 2003

## Trainerkarriere
Bereits in der Saison 2005/06 absolvierte Schicker einen Nachwuchsbetreuerlehrgang und war noch in seinen frühen 20ern von 2007 bis 2008 als Nachwuchstrainer des SC St. Peter/Freienstein tätig. Nach seiner Tätigkeit als Co-Trainer der zweiten Mannschaft der Admira absolvierte Schicker Kurse für die UEFA-C-Trainerlizenz. Im September 2020 folgte die UEFA-B-Lizenz, gefolgt von der UEFA-A-Lizenz im Juni 2023.
Zwischen 2017 und 2018 war der Obersteirer Jugendtrainer bei der Wiener Viktoria und trainierte – wie bereits erwähnt – von der Winterpause 2018/19 bis zum Sommer 2023 die Kampfmannschaft des USV Hof in der Oberliga Süd-Ost respektive in der Unterliga Süd. Von Sommer 2020 bis ins Frühjahr 2021 trat er zudem als Nachwuchstrainer bei seinem Heimatklub, dem DSV Leoben, in Erscheinung und wurde im Sommer 2021 sportlicher Leiter des JAZ Leoben, in dem er auch als Nachwuchstrainer (bis Sommer 2022 zuständig für die U-15) tätig wurde.
Ebenfalls ab 2021 übernahm er Traineraufgaben im Nachwuchs des FC Kammern und übernahm zudem im Jänner 2022 das Traineramt der Kampfmannschaft des USV St. Aigen. Dieses übte er bis zum Juni 2022 aus und fungierte ab dem Sommer 2022 zusätzlich als Individualtrainer am JAZ Leoben. Im Sommer 2023 wurde Schicker Trainer der in der achtklassigen 1. Klasse Mur/Mürz B spielenden Kampfmannschaft des FC Kammern und trat zusätzlich ab dieser Zeit als Individualtrainer im Nachwuchsbereich des Klubs in Erscheinung.

## Privates
Sein Vater war der einstige Fußballspieler und -trainer Dietmar „Didi“ Schicker (1961–2017). Er hat eine Schwester namens Jenny.